# قائمة فيضانات السودان

تحدث في دولة السودان فيضانات متكررة بسبب أرتفاع منسوب مياه نهر النيل الأزرق، الذي يلتقي النيل الأبيض في الخرطوم.

## قائمة
| تاريخ الفيضان         | الإرتفاع                                       | الخسائر |
| --------------------- | ---------------------------------------------- | --- |
| فيضان عام 1946        | غير معروف                                      | تسبب فيضان عام 1946 بدمار كبير في السودان، وأوقع ضحايا، وجلب أمراضاً معدية                                                      |
| فيضان عام 1988        | 15.68 متر مكعب                                 | 76 قتيل ومئات الجرحى والعديد من الخسائر المادية                                                                                |
| فيضانات السودان 2007  | غير معروف                                      | 64 قتيلاً و 335 جريحًا وتم تدمير 30,000 منزل                                                                                     |
| فيضانات السودان 2013. | 17.4 متر مكعب                                  | تضرر أكثر من 300.000 شخص، وقام الفيضان بتدمير أكثر من 25.000 منزل. كما أعلنت الوكالات الحكومية وفاة ما يقرب من 50 شخصًا.        |
| فيضانات السودان 2018  | 15.60 مترًا                                     | قُتل ما لا يقل عن 23 شخصًا وجُرح أكثر من 60 شخصً وتم تدمير أكثر من 19640 منزلًا ، وتضرر ما يقدر بـ 222.275 شخصًا جراء هذه الفيضانات. |
| فيضانات السودان 2020  | أكثر من 17 مترا محطما بذلك كل الأرقام القياسية | قُتل ما لا يقل عن 100 شخصًا , وتأثر في الفيضان أكثر من 500.000 شخص، وتدّمر أكثر من 100.000 م                                      |